# XGP
Для получения информации о графическом решении ATI для ноутбуков, см. статью eXternal Graphics Platform
XGP (англ. Extreme Game Player, рус. Экстремальный игровой проигрыватель) — концепт портативной системы для видеоигр, созданной южнокорейской компанией Game Park в качестве потомка их портативной системы GP32. Первоначально анонсированная в 2005, XGP была окончательно анонсирована в марте 2006 года наряду с выпуском схожих систем XGP Mini и XGP Kids.
XGP планировалась к выпуску в виде трех моделей; сама XGP, XGPmini и XGP Kids. Компания Game Park заявляла, что не стремится конкурировать с Sony и Nintendo при помощи этого устройства. XGP Kids была рассчитана на детскую аудиторию, и поэтому должна была продаваться по значительно более низкой цене. Она была создана, чтобы запускать более простые игры, созданные для аудитории, не принадлежащей к «хардкорным игрокам».
XGP позиционировалась как один из двух наследников портативной консоли GP32. Другим наследником был GP2X, созданный GamePark Holdings, независимой компанией, отделившейся от Game Park в начале 2005 года.
В то время как GP32 был доступен лишь на нескольких рынках (Южная Корея и кое-где в Европе и Азии) или планировался к импорту, предполагалось, что XGP будет продаваться по всему миру.
Так как Game Park объявили о банкротстве 8 марта 2007 года XGP, по всей видимости, теперь уже никогда не выйдет.

## Модели
Game Park планировала к выпуску три модели XGP; высокобюджетную XGP, среднебюджетную XGP mini и низкобюджетную XGP Kids.

### XGP
Система XGP была предназначена главным образом для скачиваемых коммерческих игр, равно как и для бесплатного homebrew-материала.
Официально анонсировалась возможность использования Linux на нём, а также Windows CE и собственная операционная система Game Park с минимальными возможностями под названием GPOS. Система проектировалась с учетом возможности воспроизведения мультимедийного материала, такого как фильмы, MP3-файлы, а также поддержки мобильного телевидения стандарта T-DMB. Для этого предполагался экран с диагональю 4 дюйма, соотношением сторон экрана в 16:9 и разрешением в 480 x 272.
Спецификации
- Основана на SoC-системе MagicEyes VRENDER-3D
- Экран: 480*272, 1.6 миллиона цветов, 4-дюймовый TFT LCD, широкоэкранное соотношение (16:9)
- Основной процессор: ARM920T с заявленной поддержкой 266 МГц (сама SoC-система VRENDER-3D содержала в себе 200 МГц ARM920T)
- ОС: Обновленная GPOS, Linux, и вероятная «возможность» использования WindowsCE.
- Графический ускоритель: 1.5 миллиона полигонов в секунду (поддержка OpenGL ES)
- Звук: 64Polys 44.1 кГц, 16-битный стереозвук
- Сеть: Wi-Fi — 802.11 b/g, WiBro
- Флеш-память типа NAND: 64 Мб
- Оперативная память: 64 Мб DDR SDRAM (128 Мб по слухам в предрелизный период)
- Хранение информации: карта Secure Digital
- Батарея: встроенный перезаряжаемый литий-ионный аккумулятор
- Прочие возможности: TV-Out, USB 2.0, открытый SDK
- Рекомендуемая розничная цена: $300

### XGP Mini
Спецификации XGP Mini сходны со спецификациями XGP, но при этом они существенно ниже, чем у XGP (как это сделано, например, для Game Boy Micro по сравнению с Game Boy Advance). В отличие от XGP, отсутствовала поддержка беспроводных сетей и наполовину урезан объём памяти DDR SDRAM до 32 Мб.
Спецификации
- Основана на SoC-системе MagicEyes VRENDER-3D
- Экран: 2.2" 320*240, 256 тысяч цветов, соотношение сторон как 4:3.
- Основной процессор: ARM920T с заявленной поддержкой 266 МГц (сама SoC-система VRENDER-3D содержала в себе 200 МГц ARM920T)
- ОС: GPOS
- Графический ускоритель: 1.5 миллиона полигонов в секунду (поддержка OpenGL ES)
- Звук: 64Polys 44.1 кГц, 16-битный стереозвук
- Флеш-память типа NAND: 64 Мб
- Оперативная память: 32 Мб DDR SDRAM (по слухам 96 Мб)
- Хранение информации: карта Secure Digital
- Батарея: встроенный перезаряжаемый литий-ионный аккумулятор
- Прочие возможности: USB 2.0, открытый SDK
- Рекомендуемая розничная цена: $150

### XGP Kids
XGP Kids (XGP для детей) по технически характеристикам была схожа с GP32. Обе консоли различались размером экрана и его разрешением, доступной памятью (в Kids было добавлено 2 Мб флеш-памяти типа NOR), типом процессора и устройством хранения информации. Несмотря на противоречивые сообщения, эти различия оградили консоль от обратной совместимости с GP32. Однако, ПО для GP32 можно было относительно легко переписать для работы на XGP Kids. Она позиционировалась как недорогая модель и давала возможность тем, кто пропустил выход GP32 (у которой был ограниченный выпуск), получить нечто схожее с BLU+. XGP Kids, как и XGP Mini, имела уменьшенный экран (лишь 2.2 дюйма) по сравнению с XGP и GP32.
Спецификации
- Экран: 2.2" 220*176, 65 тысяч цветов, 4:3.
- Основной процессор: ARM940T 140 МГц
- ОС: GPOS
- Звук: 64Polys 44.1 кГц, 16-битный стереозвук
- Хранение информации: карта Secure Digital
- Оперативная память: 8 Мб DDR SDRAM + 2 Мб NOR Flash
- Батарея: 2 батарейки стандарта AA
- Прочие возможности: USB 1.1, открытый SDK
- Рекомендуемая розничная цена: $75